# ایلونا نگی
ایلونا نادْیْ (مجاری: Nagy Ilona؛ زادهٔ ۲۱ ژانویهٔ ۱۹۵۱) بازیکن هندبال اهل مجارستان است.